# Gundichatnahalli, Honnali
Gundichatnahalli là một làng thuộc tehsil Honnali, huyện Davanagere, bang Karnataka, Ấn Độ.